# Mississippi and Missouri Railroad

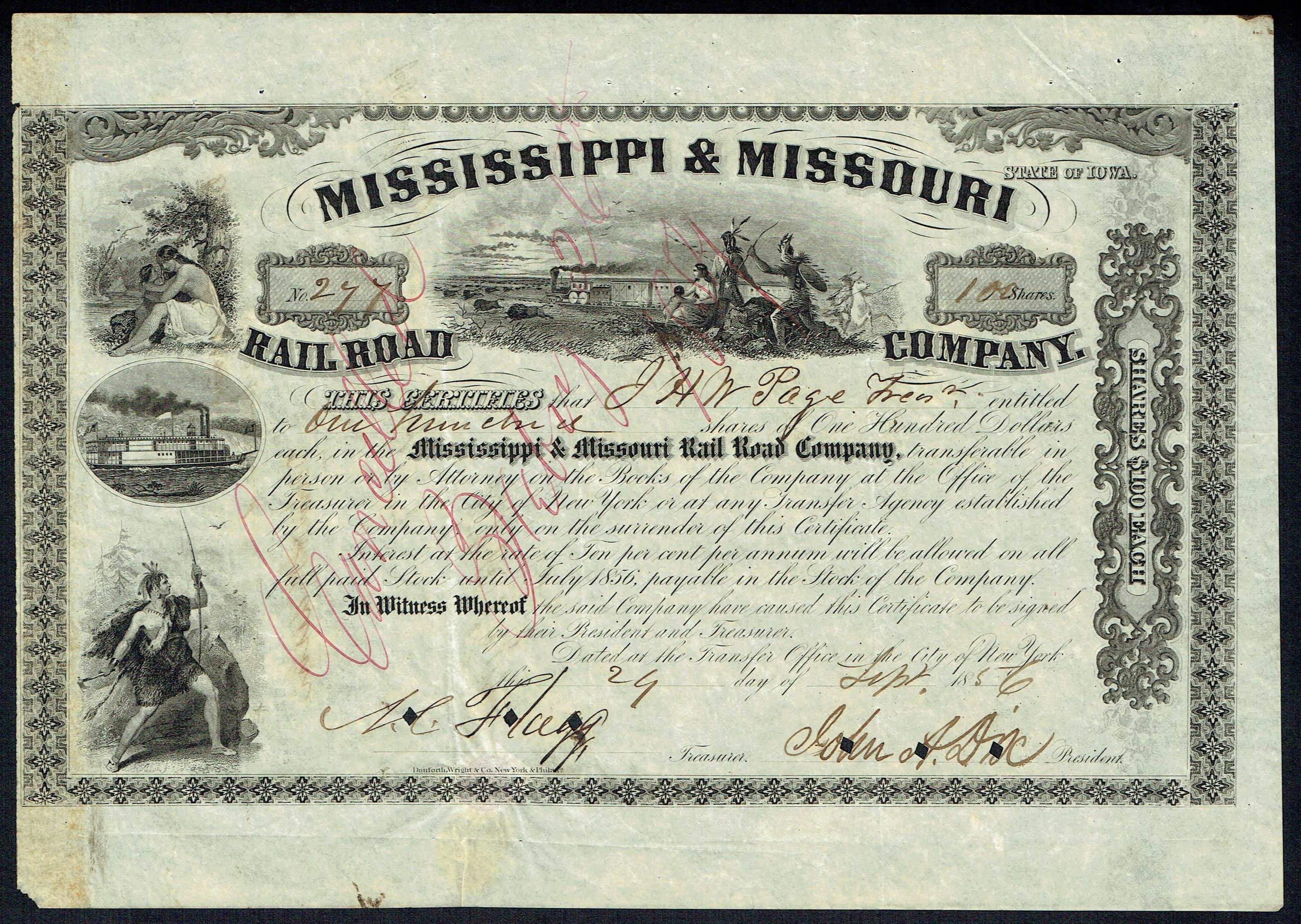
A Mississippi & Missouri Railroad Company részvénye, kibocsátva 1856 szeptember 24-én

A Mississippi and Missouri Railroad (M&M Railroad) volt az első vasúttársaság az amerikai Egyesült Államok Iowa államában. 1853-ban alapították, hogy a Mississippi folyón lévő iowai Davenport és a Missouri folyón lévő iowai Council Bluffs között vonalat építsen. 1853-ban a vasút volt az első a Mississippitől nyugatra, amely híddal csatlakozott a keleti részhez.  Fontos szerepet játszott az első transzkontinentális vasútvonal megépítésében. A konkurens Cedar Rapids and Missouri River Railroad valójában az első iowai vasút lett, amely a Mississippi folyótól Council Bluffsba ért. Thomas C. Durant, a Union Pacific Railroad alelnöke mindkettőben részvénytulajdonos volt.

## Története
A társaságot eredetileg azért hozták létre, hogy a Chicago and Rock Island Railroad meghosszabbíthassa a Mississippi folyón átívelő vonalát a Rock Island hídon keresztül, amely az első híd volt, amely átívelte a Mississippit.
Nem sokkal a híd 1856-os megnyitása után egy gőzhajó nekiment a hídnak, és a gőzhajó-társaságok perbe kezdtek a híd lebontásáért, mondván, hogy az akadálya a biztonságos hajóforgalomnak, valójában azonban a szállítási monopóliumjukat próbálták megvédeni az új közlekedési eszközzel szemben. Az M&M és a Rock Island Abraham Lincoln magánügyvédet bízta meg a híd védelmével. Az ügy végigjárta a bíróságokat, és 1862-ben, az amerikai polgárháború idején az amerikai legfelsőbb bíróságig jutott, ahol a bíróság a híd javára döntött, és kimondták, hogy a hajózható folyók feletti híd építés nem alkotmányellenes.
Lincoln az ügy kivizsgálása során 1859 augusztusában az M&M ügyvédje, Norman Judd vezetésével Council Bluffsba utazott, hogy megvizsgálja az M&M tulajdonát. A látogatás során Judd és Grenville Dodge, az M&M mérnöke ismertette a vasút keleti végállomásának Council Bluffsba való telepítésének előnyeit. Az 1862-es Pacific Railroad Acts után Lincoln Council Bluffs-ot választotta a keleti végállomásnak, és a Thomas C. Durant, az M&M korábbi tulajdonosa által létrehozott Union Pacific-et választotta a vasútvonal kelet felé történő megépítésére.
Durant lassan építette meg a vasutat Iowán keresztül, miközben gyorsan manipulálta a részvényeit. Az M&M-mel kapcsolatos kinyilvánított tervei miatt szerezte meg a Union Pacific irányítását. A vonal azonban az ő tulajdonában még az állam felét sem érte el, 1865-ben az iowai Des Moines-tól 40 mérföldre (64 km) keletre fekvő Kelloggban (Iowa) ért véget az iowai Muscatine-ba vezető ággal, amely az iowai Washingtonban végződött..
Durant az M&M részvények pletykák útján történő manipulálásával építette fel vagyonát. Először azzal hajtotta fel az M&M részvényeit, hogy azt állította, az első transzkontinentális vasútvonal az M&M-en keresztül fogja átszelni Iowát, miközben csendben megvásárolta a nyomott Cedar Rapids and Missouri Railroad (CR&M) részvényeit. Ezután olyan pletykákat terjesztett, amelyek felhajtották a CR&M részvényeit, hogy a transzkontinentális vasút inkább ezt a vonalat fogja követni, és Durant visszavásárolta az újonnan leértékelt M&M részvényeket. Ez a trükk 5 millió dollárt hozott Durantnek és társainak.
A Rock Island Line 1866. július 9-én vásárolta meg az M&M-et, és 1869-ben befejezte vonalát Council Bluffsig, és meghosszabbította a Muscatine/Washington Line-t a kansasi Leavenworth-ig. Az egyesült vasút a Chicago, Rock Island and Pacific Railroad nevet kapta, és ezt a nevet egészen az 1970-es években bekövetkezett csődeljárásig megtartotta.